# Nunatak Bell
Nunatak Bell är en nunatak i Antarktis. Den ligger i Västantarktis. Argentina, Chile och Storbritannien gör anspråk på området. Toppen på Nunatak Bell är 36 meter över havet.
Terrängen runt Nunatak Bell är kuperad västerut, men österut är den platt. Trakten är obefolkad. Det finns inga samhällen i närheten.